# استرومبولی
جزیرهٔ استرومبولی (به ایتالیایی: Isola di Stromboli، به لاتین: Strongyle) شمال شرقی‌ترین جزیره از مجمع‌الجزایر آتشفشانی لیپاری (ایولی) در دریای تیرنی (بخشی از دریای مدیترانه) در شمال شرقی سیسیل در جنوب ایتالیاست. مساحت این جزیره که بر اثر فعالیت‌های آتشفشانی در طول ۲۰۰ هزار سال به‌وجود آمده است ۱۲ کیلومتر مربع (۵ مایل مربع) است و جریان مداوم گدازه، از دهانهٔ آتش‌فشان فعال آن به نام استرومبولی به دریا می‌ریزد. خرما، زیتون و انواع میوه‎‌ها از جمله محصولاتی است که در این جزیره کشت می‌شود و وجود سواحل، آب و هوا و آتشفشان فعال آن، این جزیره را به یکی از جاذبه‌های گردشگری بدل ساخته است. جمعیت جزیره در گذشته به هزاران نفر می‌رسید اما امروزه تنها چندصد نفر در آن زندگی می‌کنند.

## آتشفشان استرومبولی
استرومبولی کوه آتشفشانی فعال به ارتفاع ۹۲۶ متر (۳٬۰۳۸ پا) از سطح دریا است که درجزیرهٔ استرومبولی واقع شده است. از نظر تاریخی نخست فعالیت‌های این آتشفشان به ۲۴۰۰ سال پیش باز می‌گردد و مطالعات سن‌یابی با استفاده از کربن پرتوزا نشان می‌دهد که استرومبولی برای دست‌کم ۱۴۰۰ سال به‌طور مداوم فعال بوده است. در عصر حاضر نیز فوران‌های این آتشفشان از سال ۱۹۳۲ میلادی تا کنون بدون وقفه ادامه دارد و به‌همین دلیل به‌عنوان یکی از فعالترین آتشفشان‌های اروپا شناخته می‌شود. فوران‌های کوچک و ادواری استرومبولی توده‌هایی از گدازهٔ تابان را به بیرون می‌راند و فوران‌هایش تا مسافت‌های طولانی در شب قابل مشاهده هستند. همین موضوع سبب شده است تا این کوه را «فانوس دریایی مدیترانه» لقب دهند. این جریان گدازه به‌طور مرتب از دهانهٔ آتشفشان استرومبولی به سمت پایین روان است و در نهایت به داخل دریا می‌ریزد.
آتشفشان استرومبولی برای فوران‌های دیدنیش که فواره‌هایی از از سنگ مذاب را از دهانهٔ گدازه‌پوشش به بیرون پرتاب می‌کند شهره است و همین موضوع سبب شده تا زمین‌شناسان، اصطلاح «آتشفشان‌های نوع استرومبولی» را برای توصیف فعالیت‌های مشابه آتشفشانی در دیگر کوه‌ها به کار برند.

## نگارخانه

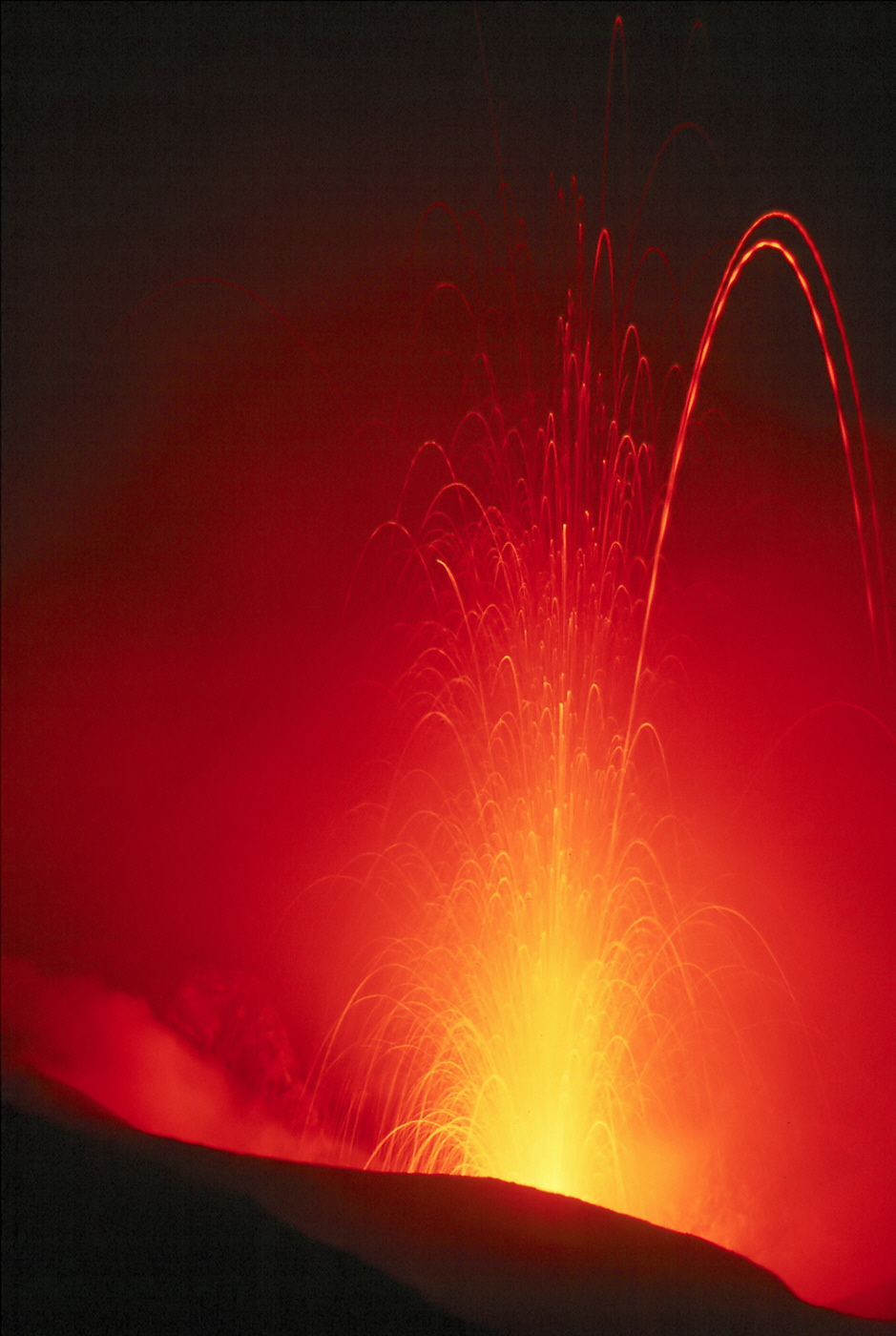
فوران استرومبولی
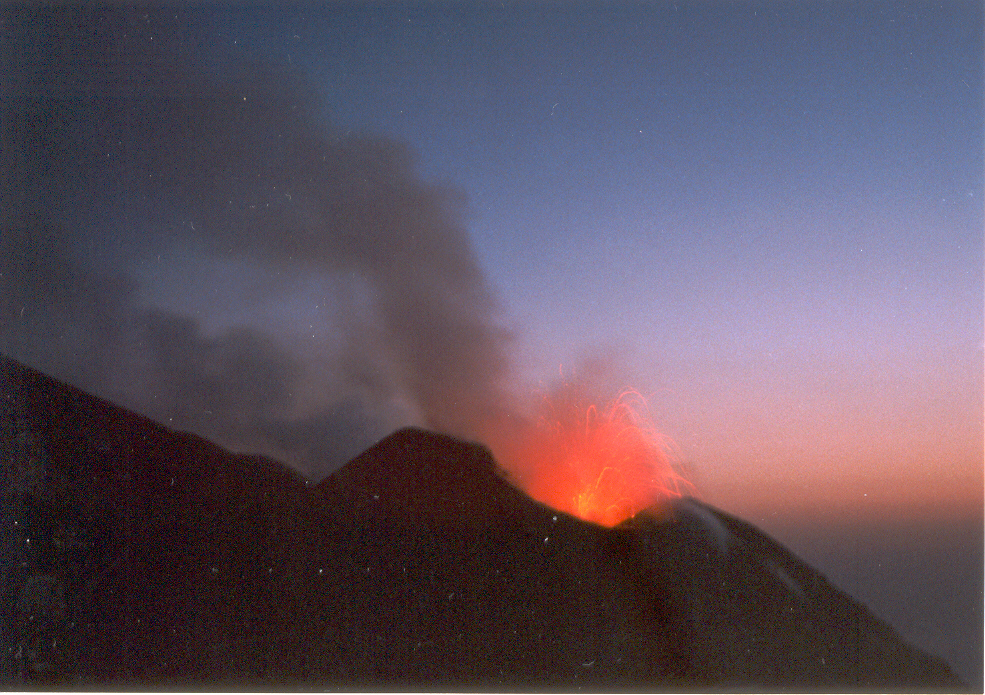
فوران استرومبولی در ۱۹۸۸
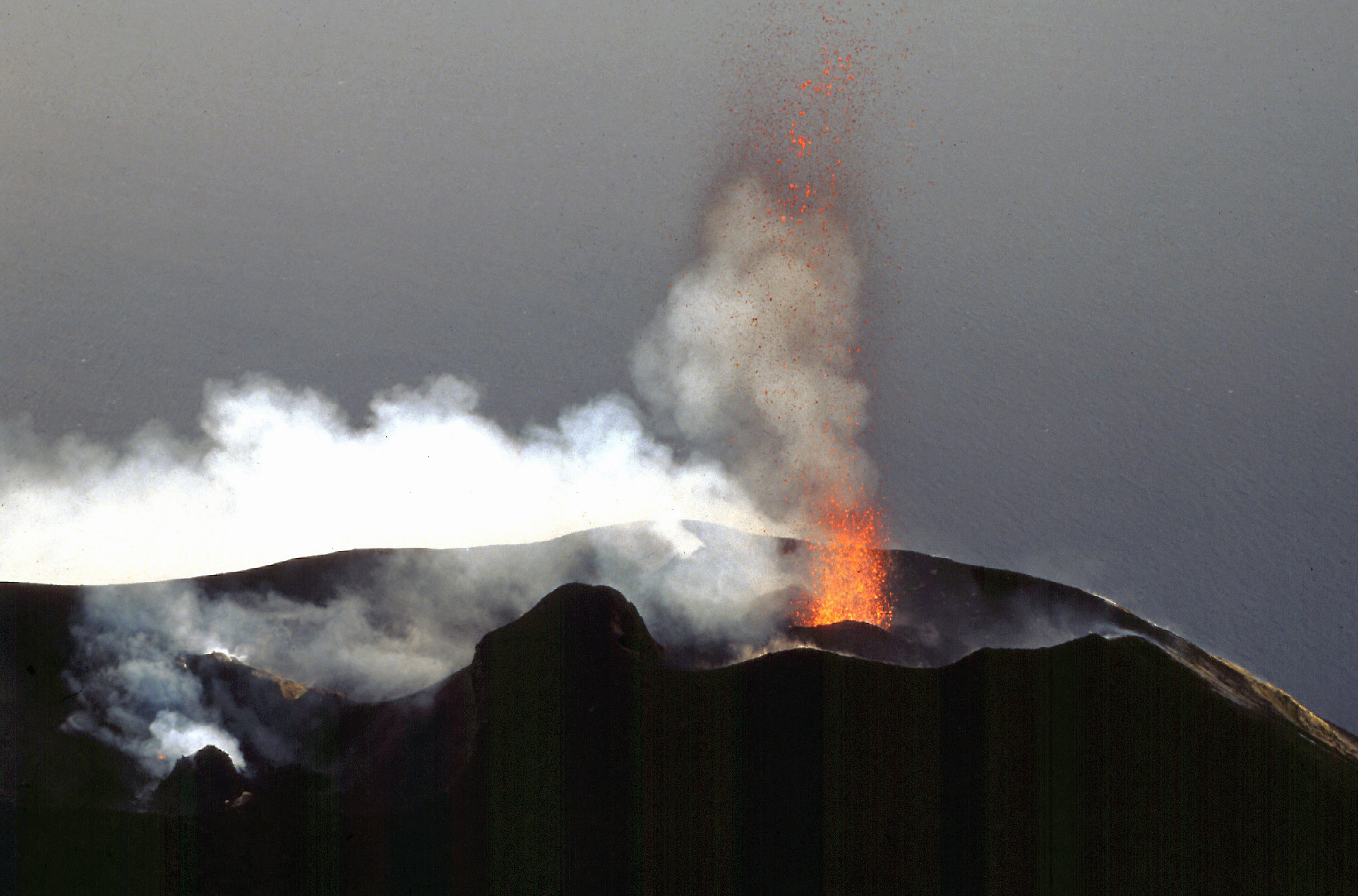
فوران استرومبولی در اکتبر ۱۹۹۰
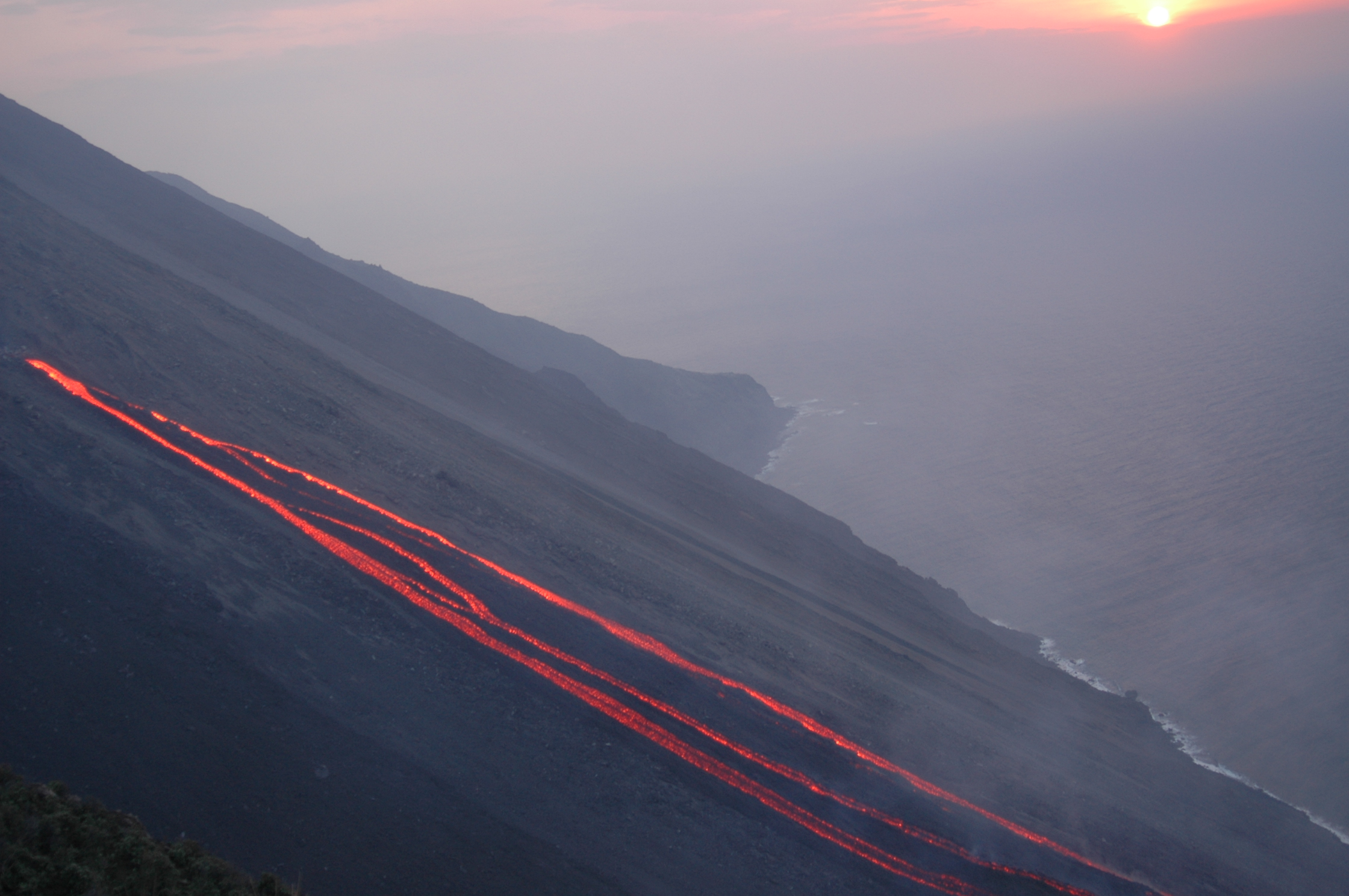
جریان گدازه که به سمت دریا روان است